# Andreu Martínez Ferrandis
Andreu Martínez Ferrandis (Alcudia, 10 de junio de 1978 – 25 de julio de 2015) fue un atleta olímpico especialista en la prueba de relevos de 4 × 400 m.l.
Obtuvo la medalla de bronce en el Campeonato de Europa de Atletismo celebrado en Budapest en 1998 —con una marca de 3.02:47— junto a los valencianos Antonio Andrés (de Gandía), Juan Vicente Trull (de Algemesí) y el barcelonés David Canal. Participó en otras competiciones internacionales como el Campeonato del Mundo de Atletismo de 1999 en Sevilla y el Campeonato del Mundo de Pista Cubierta de 1999 en Maebashi, siempre con Toni Puig como entrenador, hasta los Juegos Olímpicos del 2000 en Sídney.
Retirado del atletismo profesional, Andreu Martínez siguió compitiendo en ciclismo de montaña y participó en la ruta transpirenaica Transpyr, en la cual era conocido con el cariñoso mote de “Cara Pechuga”. Andreu acabó las ediciones de 2011 (BTT), 2012 (BTT) y 2013 (Road), además de participar como personal en la organización de 2014; incluso escribió un «manual de supervivencia» muy popular entre los participantes de Transpyr.

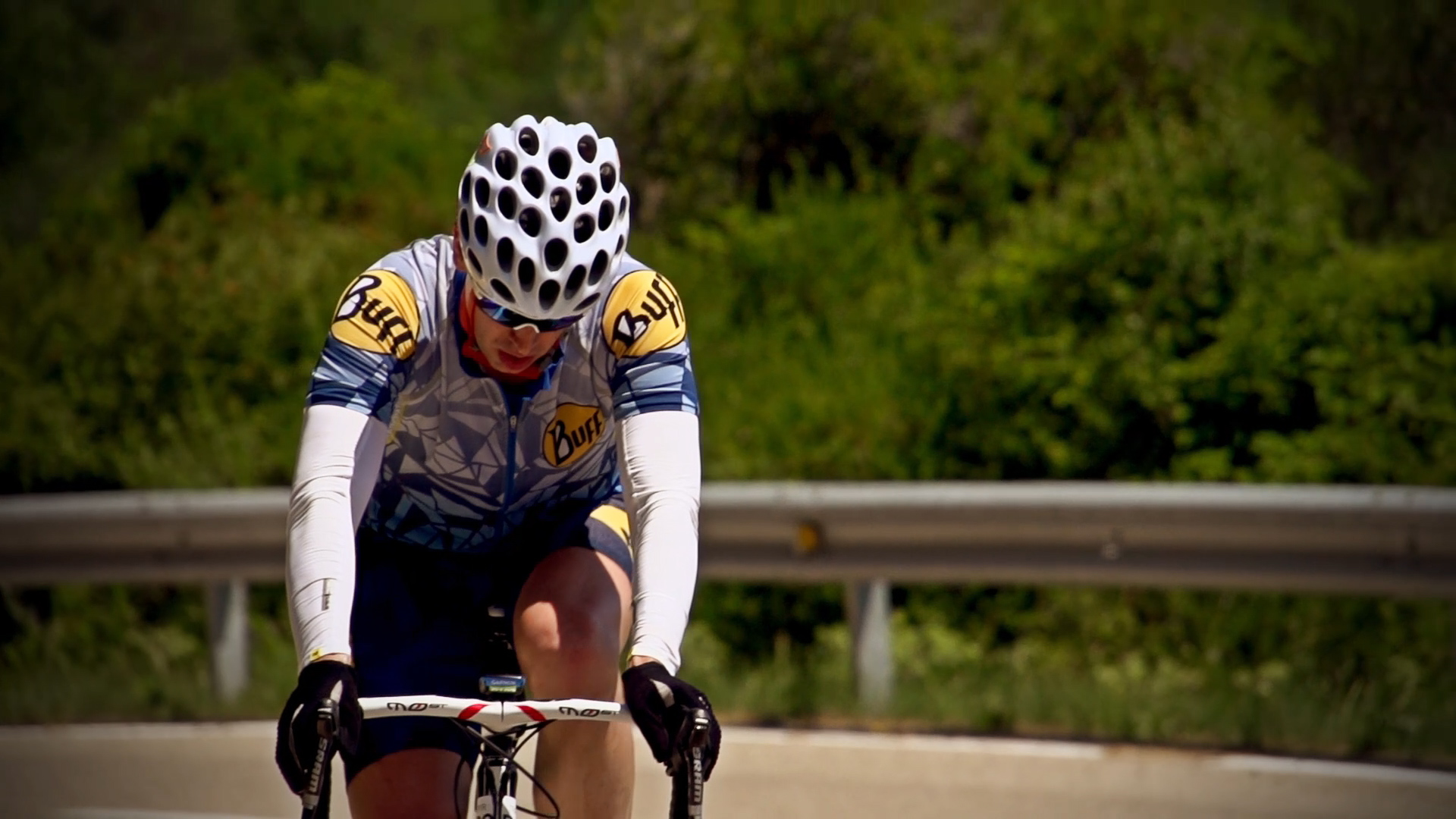
Andreu Martínez en Transpyr Road 2013.

Ingeniero informático de profesión y forofo de la bolsa, Andreu murió a los treinta y siete años debido un cáncer de piel diagnosticado tres años antes. Su despedida tuvo lugar al día siguiente en su pueblo natal, rodeado de muchos amigos y familiares. Días después, el Ayuntamiento de l'Alcúdia aprobó en un pleno y por unanimidad rebautizar el estadio municipal de atletismo con el nombre de Andreu Martínez Ferrandis. El 20 de septiembre recibió homenaje póstumo en Losa del Obispo, antes de emprender una prueba del Circuito Serranía.

## Historial Deportivo[13]
- Campeón de España Promesa de 200 ml. al aire libre en 1998
- Campeón de España Promesa de 400 m.l. en pista cubierta en 2000
- Records de España:

4 x 400 m.l. : 3.02.47 – 23.08.98 Budapest
200 m.l. Sub’21,00: 20.95 (1) – 22.07.2000 Alicante

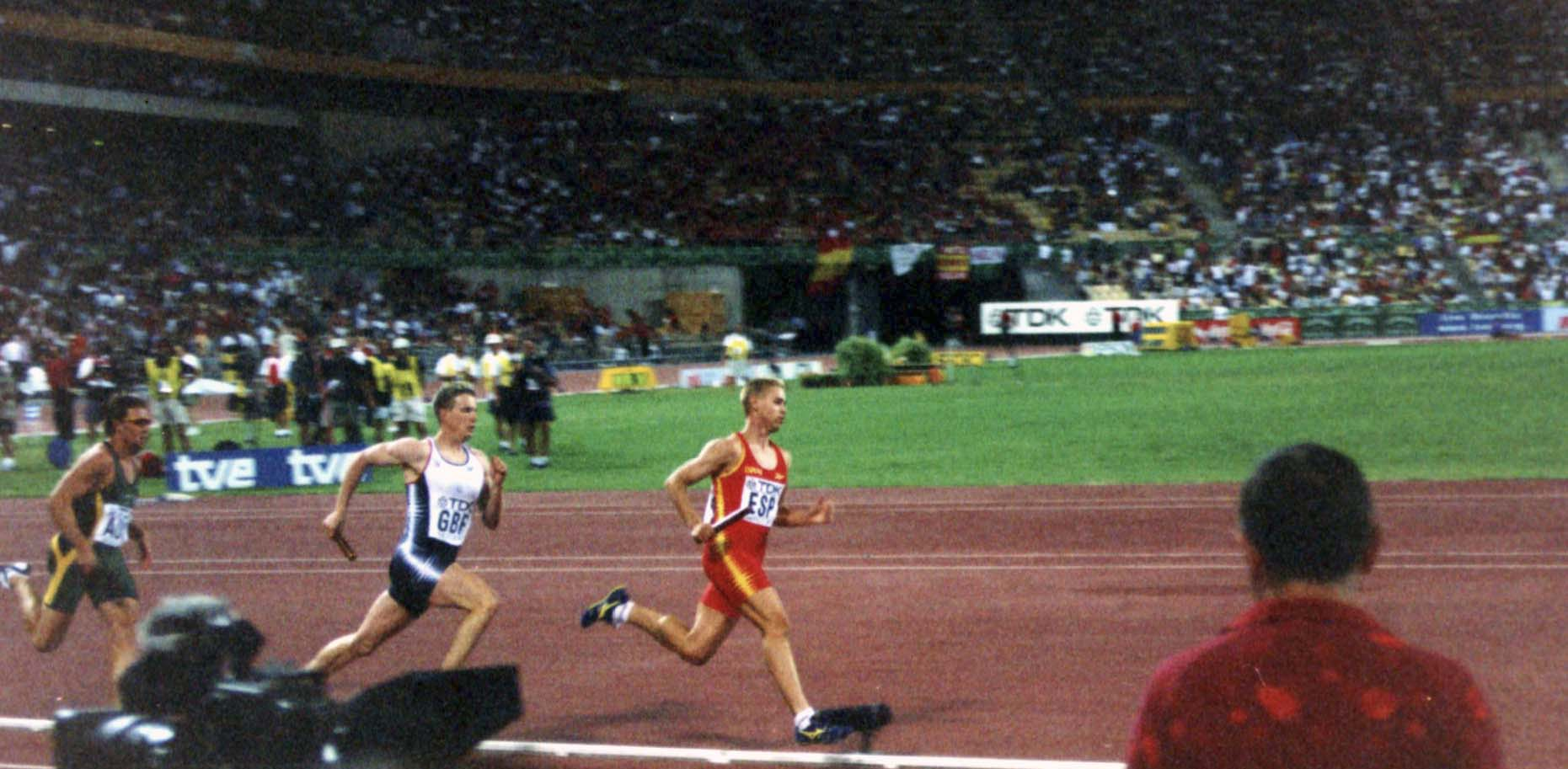
Andreu Martínez Ferrandis. 4x400 m.l.

| Competición                | Lugar-Año   | Prueba       | Puesto         | Marca   |
| -------------------------- | ----------- | ------------ | -------------- | ------- |
| Copa de Europa 1ª División | Atenas’99   | 4 × 400 m.l. | 3º en la Final | 3.04.70 |
| Copa de Europa 1ª División | Bærum’2000  | 4 × 400 m.l. | 6º en la Final | 3.08.79 |
| Ctº de Europa Absoluto     | Budapest’98 | 4 × 400 m.l. | 3º en la Final | 3.02.47 |
| Ctº del Mundo Indoor       | Maebashi’99 | 4 × 400 m.l. | 4º en 1ª serie | 3.15.94 |
| Ctº del Mundo Absoluto     | Sevilla’99  | 4 × 400 m.l. | 5º en 1ª serie | 3.02.85 |

## Progresión de su marca personal
|      | 100 ml. | 200 ml. | 400 m.l. |
| ---- | ------- | ------- | -------- |
| 1998 | 10.56   | 21.27   | 46.90    |
| 1999 | 10.50   | 21.29   | 46.99    |
| 2000 | 10.67   | 20.95   | 46.85    |